# 14 Andromedae
14 Andromedae (14 And / HD 221345 / HR 8930), también llamada Veritate, es una estrella situada en la constelación de Andrómeda. Su magnitud aparente es +5,22 y se encuentra a 250 años luz del sistema solar. En 2008 se anunció el descubrimiento de un planeta extrasolar orbitando alrededor de esta estrella.
14 Andromedae es una gigante naranja de tipo espectral K0III con una temperatura de 4813 K. Con un radio 11 veces más grande que el radio solar, tiene una luminosidad 68 veces mayor que la del Sol. Su metalicidad, dato estrechamente relacionado con la presencia de sistemas planetarios, es solo un 60% de la solar. Tiene una masa de 2,2 masas solares y una edad estimada de 4860 ± 2110 millones de años. Se considera que antes de transformarse en gigante, 14 Andromedae era una estrella de la secuencia principal de tipo A o F.
Se piensa que 14 Andromedae, al igual que Arturo (α Bootis) o Menkent (θ Centauri), es una estrella del disco grueso galáctico.

## Sistema planetario
En 2008 se descubrió un planeta extrasolar masivo orbitando en torno a 14 Andromedae. El planeta, con una masa mínima 4,8 veces mayor que la masa de Júpiter, se mueve a lo largo de una órbita circular a 0,83 UA de la estrella. Su período orbital es de 186 días. Es uno de los planetas más internos descubiertos en torno a una estrella evolucionada de masa intermedia.
| Acompañante (En orden desde la estrella) | Masa (MJ) | Período orbital (días) | Semieje mayor (UA) | Excentricidad |
| ---------------------------------------- | --------- | ---------------------- | ------------------ | ------------- |
| b (Spe)                                  | > 4,8     | 185,84 ± 0,23          | 0,83               | 0             |